# Рипсалис вальковатый
Рипса́лис валькова́тый (лат. Rhipsalis teres) — обильно ветвящийся эпифитный кустарничек, вид рода Рипсалис (Rhipsalis) семейства Кактусовые (Cactaceae). Встречается только в Бразилии, занесён в Красную книгу МСОП. Культивируется как комнатное растение.

## Распространение, экология

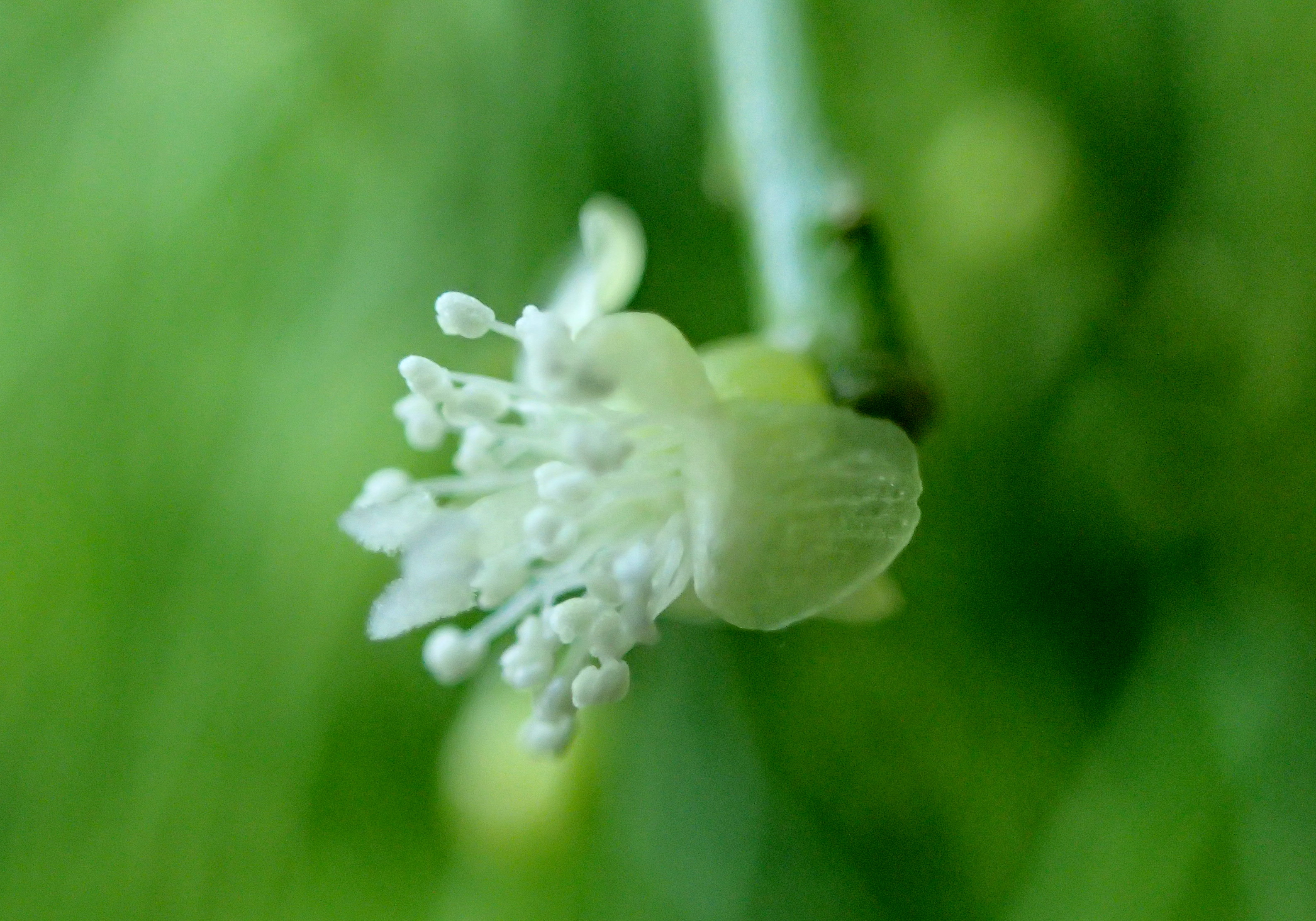
Цветок рипсалиса вальковатого крупным планом

Рипсалис вальковатый встречается только в Бразилии — в восточных (юго-восточных) штатах Минас-Жерайс и Эспириту-Санту; ареал этого вида вытянут широкой полосой вдоль атлантического побережья, охватывая в том числе нагорье Серра-ду-Мар и горный массив Серра-да-Мантикейра, а также прибрежные острова. Растёт на высоте до 1000 м над уровнем моря. В центральной части ареала растение является обычным, широко распространённым. Встречается на двух природоохраняемых территориях Бразилии — Parque Floresta do Rio Doce и Parque Floresta Tijuca.
Вид занесён в Красную книгу Международного союза охраны природы; это связано с постепенным сужением традиционной среды обитания растения — в основном по причине обезлесения в целях расширения сельского хозяйства. Серьёзных угроз существованию вида, однако, не наблюдается (охранный статус таксона — «вызывающие наименьшие опасения»), в том числе и по той причине, что этот вид рипсалиса способен колонизировать уличные деревья в городах.

## Описание

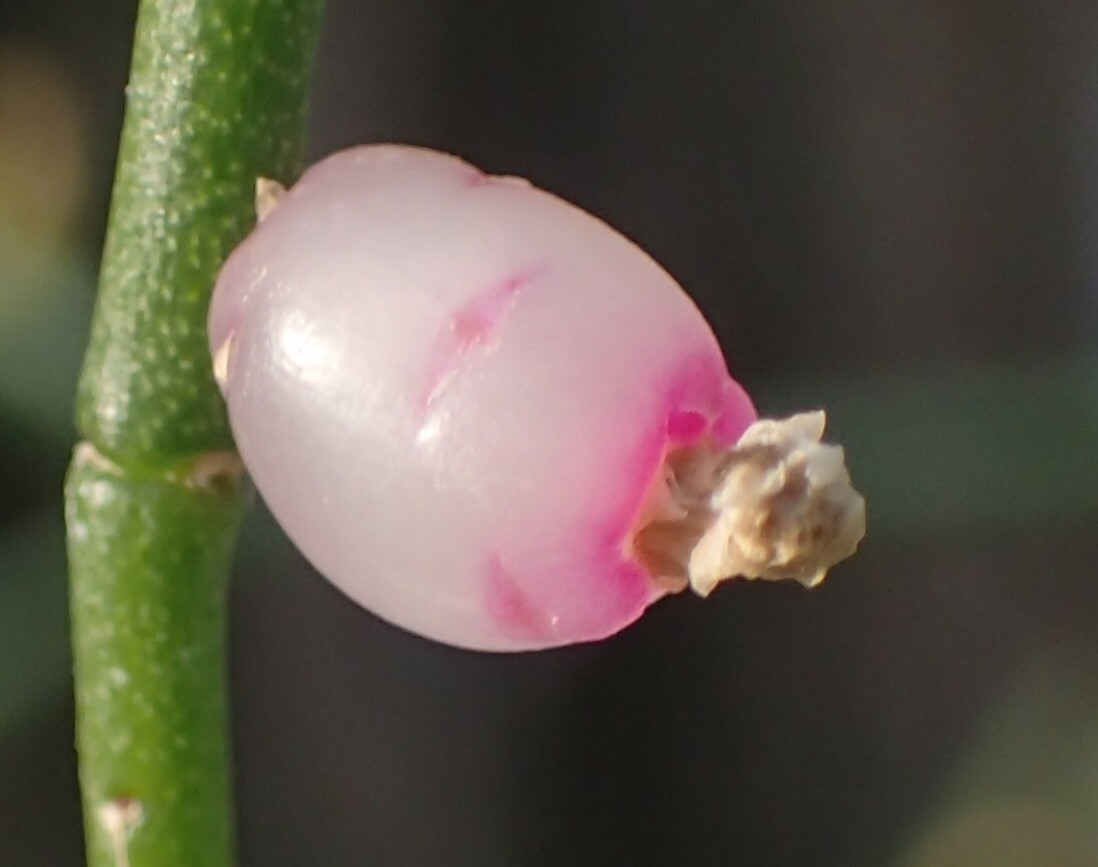
Плод рипсалиса вальковатого крупным планом

Обильно ветвящийся кустарничек со свисающими побегами; обычно растёт на стволах деревьев как эпифитное растение, но может расти и в почве. Стебли свисающие, длиной до полуметра, тонкие (от 3 до 5 мм в диаметре), цилиндрические, без колючек (как и у других представителей рода); несут на своих вершинах по 5—12 укороченных членистых побегов, которые расположены в форме мутовки. Ареолы — с серыми войлочными волосками и несколькими щетинками.
Цветки мелкие (около 1 см в диаметре), с желтоватыми (желтовато-белыми) венчиками. Плоды шаровидные, белые (розовато-белые), прозрачные, около 7 мм в диаметре.

## Культивирование
Рипсалис вальковатый — один из наиболее часто встречающихся в культуре видов рипсалиса.
Сведения об агротехнике см. в разделе «Культивирование» статьи Рипсалис.

## Синонимы
По информации базы данных The Plant List (2013), в синонимику вида входят следующие названия:
- Cactus teres Vell.basionym
- Hariota teres (Vell.) Kuntze
- Hatiora teres (Vell.) Kuntze
- Rhipsalis capilliformis F.A.C.Weber
- Rhipsalis heteroclada Britton & Rose